# Novaculichthys
A Novaculichthys a sugarasúszójú halak (Actinopterygii) osztályába a sügéralakúak (Perciformes) rendjébe és az ajakoshalfélék családjába tartozó nem.

## Rendszerezés
A nembe az alábbi 2 faj tartozik:
- Novaculichthys macrolepidotus
- Novaculichthys taeniourus